# Axel Stein

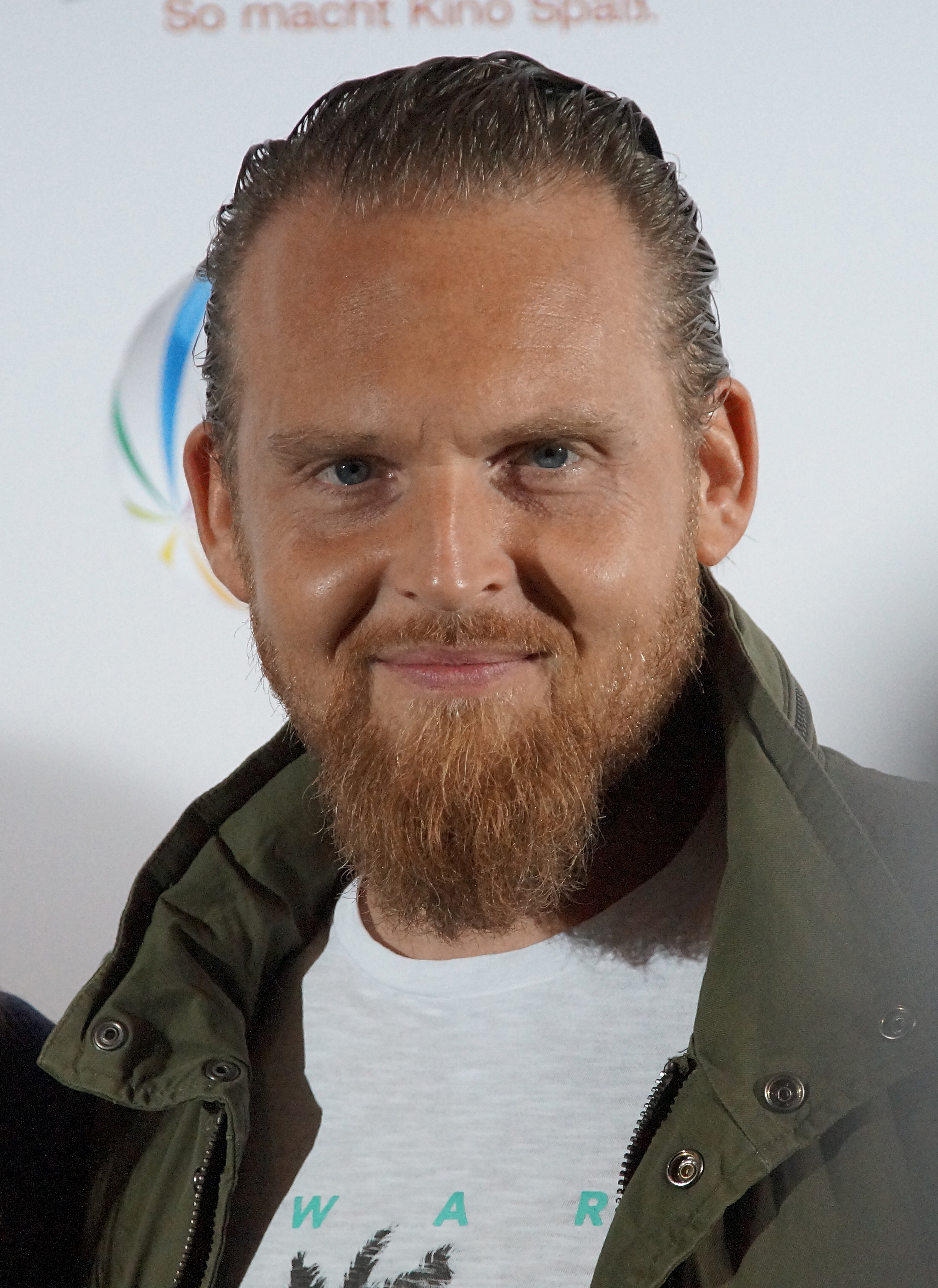
Axel Stein (2016)

Axel Stein (* 28. Februar 1982 in Wuppertal) ist ein deutscher Schauspieler, Komiker und Synchronsprecher.

## Leben

### Film und TV
Axel Stein spielte bereits mit zwölf Jahren mehrere Gastrollen in Fernsehserien und war in der deutschen Werbung für das Tamagotchi-ähnliche Digimon Virtual Pets zu sehen. Im Jahr 1998 begann mit der Serie Hausmeister Krause seine Fernsehkarriere. In Marc Rothemunds Filmkomödie Harte Jungs wirkte er 2000 erstmals als Hauptdarsteller eines Kinofilms mit.
In den Jahren 2001 und 2002 trat Stein als Gast in deutschen Fernsehserien wie Der Fahnder und SK Kölsch auf und drehte Fernseh- und Kinofilme wie Schule, Die Klasse von ’99, Feuer, Eis & Dosenbier und Knallharte Jungs. Zur gleichen Zeit produzierte er seine erste eigene Comedy-Serie Axel! für das Fernsehen. 2003 wurde die Serie weiterentwickelt und ging dann mit dem Titel Axel! will’s wissen auf Sendung. Es folgten weitere Rollen in Kinofilmen wie Barfuss (2005) und 7 Zwerge – Der Wald ist nicht genug (2006). Im Jahr 2007 spielte er in dem Film Kein Bund für’s Leben mit.
Stein trat regelmäßig bei Show-Events von Kollegen wie beispielsweise Stefan Raab auf. Er war 2011 Teil der Neubesetzung der Sat.1-Sendung Die Wochenshow. Ab Februar 2013 übernahm er die Hauptrolle in dem Action-Comedy-Film Turbo und Tacho, einem Spin-off der Erfolgsserie Alarm für Cobra 11 – Die Autobahnpolizei, in der er zuvor zweimal in derselben Rolle aufgetreten war. Turbo und Tacho war der Pilotfilm zu einer eigenständigen Fernsehserie, die aber wegen der geringen Resonanz nicht produziert wurde.
Sein Regiedebüt gab Stein mit dem Horrorfilm Tape_13, der auf der Berlinale 2014 zu sehen war.

### Motorsport

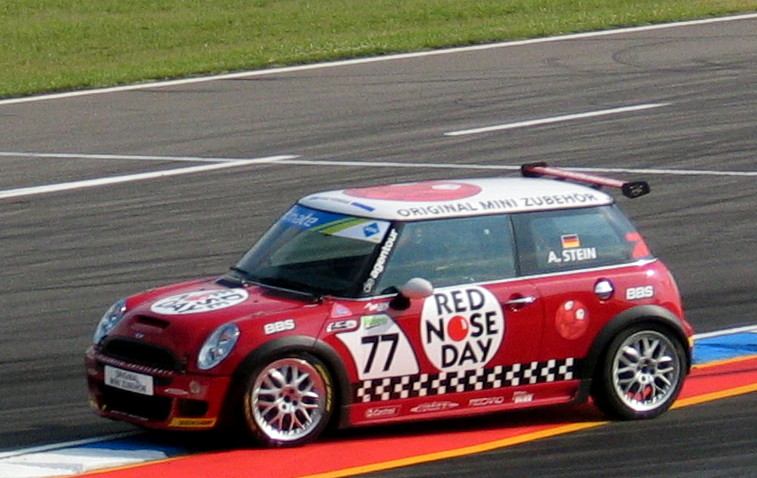
Axel Stein in der Mini Challenge 2006 beim sechsten Saisonlauf am Hockenheimring

Axel Stein ist großer Motorsportfan. Als Fahrer nahm er 2006 an zwei Rennveranstaltungen der Mini Challenge Deutschland teil und belegte mit einem Punkt den 40. Platz in der Gesamtwertung. Als Gaststarter fuhr er 2010 bei einer und 2011 bei zwei weiteren Rennveranstaltungen des Volkswagen Scirocco R-Cups mit. Stein ist nach Podestplatzierungen der erfolgreichste Teilnehmer an der TV total Stock Car Crash Challenge mit unter anderem fünf Erstplatzierungen in der 1500-cm³-Klasse und einem Mannschaftssieg beim so genannten Rodeorennen. Mehrmals war er bei Formaten wie GRIP – Das Motormagazin oder Motorvision TV zu sehen, auch für Autobild.tv und Welt der Wunder testete er Fahrzeuge.
Seit Anfang 2018 führt Stein mit Matthias Malmedie den ebenso auf automobile Themen ausgerichteten YouTube-Kanal Axel und Matthias.

### Privates
Ab 2008 nahm Stein innerhalb von etwa fünf Jahren 45 kg ab. Im August 2015 starb sein Bruder, der auch sein Manager war.
Axel Stein lebt in Wuppertal.

## Auszeichnungen

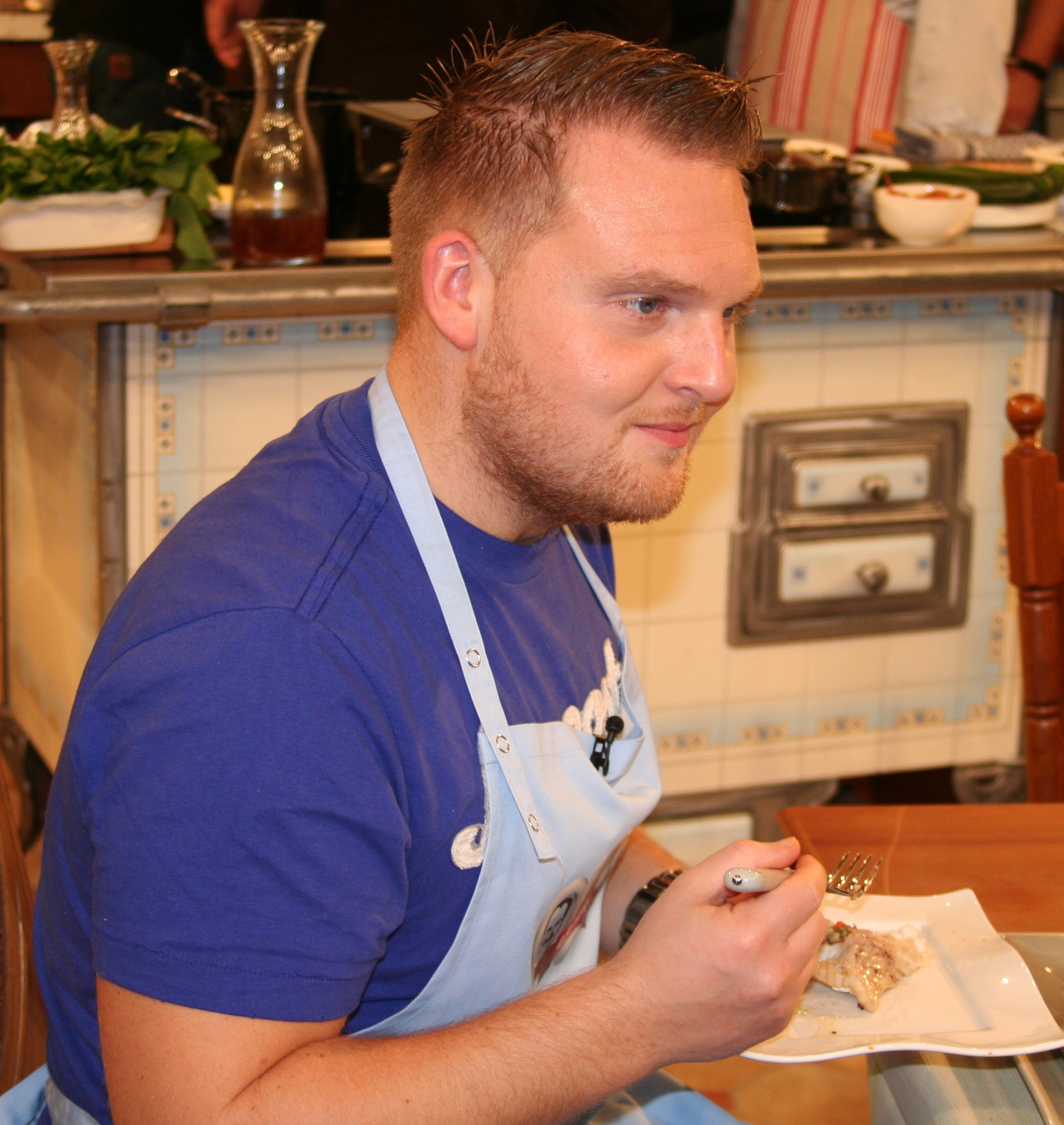
Axel Stein (2010)

2002 gewann Stein den Deutschen Comedypreis in den Kategorien Bester Newcomer, Beste Comedyserie (Hausmeister Krause) und Bester Kinofilm (Knallharte Jungs). Er war 2003 erneut für den Deutschen Comedypreis in der Kategorie Bester Schauspieler nominiert, gewann den Jupiter Filmpreis als bester Nachwuchsdarsteller 2002 und erhielt eine Nominierung für den internationalen Fernsehpreis Rose d’Or in der Kategorie Beste Sitcom.
- 2002: Deutscher Comedypreis Bester Newcomer Comedy
- 2002: Deutscher Comedypreis Beste Comedyserie für Hausmeister Krause
- 2002: Deutscher Comedypreis Bester Kinofilm für Knallharte Jungs
- 2002: Rising Movie Talent Award Bester Nachwuchsdarsteller
- 2003: Jupiter Filmpreis Bester Nachwuchsdarsteller

2005 war Axel Stein mit seiner Serie Axel will’s wissen! erneut für den Deutschen Comedypreis Beste Comedyserie nominiert. Im selben Jahr war er außerdem in Österreich für den Romy Award in der Kategorie Bester Nachwuchsdarsteller nominiert.

## Filmografie (Auswahl)

### Filme
- 2000: Harte Jungs
- 2000: Der Superbulle und die Halbstarken
- 2000: Schule
- 2001: Verliebte Jungs (Fernsehfilm)
- 2002: Feuer, Eis & Dosenbier
- 2002: Knallharte Jungs
- 2002: Nüchtern eingeschlafen, betrunken aufgewacht! (Kurzfilm)
- 2003: Die Klasse von ’99 – Schule war gestern, Leben ist jetzt
- 2004: Snowfever
- 2005: Barfuss
- 2006: 7 Zwerge – Der Wald ist nicht genug
- 2007: Kein Bund für’s Leben
- 2007: Tell
- 2007: Lauf um Dein Leben – Vom Junkie zum Ironman
- 2008: H3 – Halloween Horror Hostel (ProSieben „Funny Movie Teil 2“)
- 2008: Eine wie keiner (ProSieben „Funny Movie Teil 3“)
- 2008: Morgen, ihr Luschen! Der Ausbilder-Schmidt-Film
- 2009: Mord ist mein Geschäft, Liebling
- 2009: Vorstadtkrokodile
- 2011: Die Superbullen
- 2011: Vorstadtkrokodile 3
- 2011: Rookie – Fast platt
- 2011: Der Blender
- 2012: Schutzengel
- 2012: Mann tut was Mann kann
- 2014: Nicht mein Tag
- 2014: Tape 13 (Regie)
- 2015: 3 Türken und ein Baby
- 2015: Verliebt, verlobt, vertauscht
- 2015: Storno – Todsicher versichert
- 2015: Große Fische, kleine Fische
- 2015: Macho Man
- 2015: Hilfe, ich hab meine Lehrerin geschrumpft
- 2015: Bruder vor Luder
- 2016: Männertag
- 2016: Volltreffer
- 2016: Dating Alarm
- 2016: Seitenwechsel
- 2017: Schatz, nimm du sie!
- 2017: Abi ’97 – gefühlt wie damals
- 2017: Simpel
- 2017: Der Mann aus dem Eis
- 2018: Hilfe, ich hab meine Eltern geschrumpft
- 2018: Meine teuflisch gute Freundin
- 2018: Pauls Weihnachtswunsch
- 2018: So viel Zeit
- 2019: Die Goldfische
- 2019: Mein Freund, das Ekel (Fernsehfilm)
- 2020: Die Wolf-Gäng
- 2021: Countdown in Madrid (Crime Game / The Vault / Way down)
- 2021: Zero
- 2021: Hilfe, ich hab meine Freunde geschrumpft
- 2022: JGA: Jasmin. Gina. Anna.
- 2022: Die Schule der magischen Tiere 2
- 2022: Over & Out
- 2022: Der Spalter
- 2023: Manta Manta – Zwoter Teil
- 2023: Wer füttert den Hasen? (Fernsehfilm)
- 2023: Hammerharte Jungs
- 2024: Spieleabend
- 2024: Alles Fifty Fifty (2024)
- 2024: Die Schule der magischen Tiere 3

### Animationsfilme
- 2009: Bolt – Ein Hund für alle Fälle … als Dino
- 2010: Sammys Abenteuer – Die Suche nach der geheimen Passage … als Ray
- 2012: Sammys Abenteuer 2 … als Ray
- 2013: Die Monster Uni … als Squishy
- 2016: Angry Birds – Der Film … als Chuck
- 2017: Die Schlümpfe – Das verlorene Dorf … als Schlaubi
- 2019: Angry Birds 2 – Der Film … als Chuck
- 2020: Drachenreiter … als Kiesbart

### Fernsehserien
- 1996–1998: Die Wache (4 Folgen)
- 1999–2008: Hausmeister Krause – Ordnung muss sein (43 Folgen)
- 2000: Balko (Folge Der Campingplatzmörder)
- 2001: SK Kölsch (Folge Bock geschossen)
- 2001: Der Fahnder (Folge Rache und Geständnis)
- 2002–2004: Axel! (35 Folgen)
- 2003: Hallo Robbie! (Folge Robbie als Star)
- 2003: Unser Charly (Folge Charly sieht alles)
- 2004–2006: Axel! will’s wissen (26 Folgen)
- 2006–2011: Pastewka (3 Folgen)
- 2008, 2012: SOKO Köln (Folgen Die stumme Zeugin, Mit Hieb und Stich)
- 2010: Lutter – Rote Erde
- 2010: SOKO 5113 (Folge Tod eines Hochzeitsplaners)
- 2010: Alarm für Cobra 11 – Die Autobahnpolizei (Folgen Turbo und Tacho, Turbo und Tacho reloaded und Mitten ins Herz)
- 2010: Grip – Das Motormagazin – Lamborghini Gallardo Superleggera
- 2011: Die Wochenshow
- 2011: Grip – Das Motormagazin (4 Folgen)
- 2012: ProSiebens 1001 Nacht
- 2013: Turbo & Tacho
- 2014: Add a Friend (Folge Wer hat Angst vorm bösen Klaus)
- 2015: Die Kanzlei (Folge Stolz und Vorurteil)
- 2018–2019: Professor T. (Fernsehserie)
- 2019: Einstein (5 Folgen)
- 2019: Ein Fall für zwei (Folge Im Schatten der Venus)
- 2022: LOL: Last One Laughing
- 2024: Where’s Wanda? (Fernsehserie)

### Sonstiges
- 2014: Schlag den Star gegen Michael Wendler
- 2021: Celebrity Hunted (Amazon Prime)[11]
- 2021: Das Duell um die Welt
- 2020, 2021: Joko & Klaas gegen ProSieben[12]
- 2023: Schlag den Star gegen Tom Beck[13]
- 2023: Das Duell um die Welt
- 2025: Die Promi-Darts-WM
- 2025: Raabs Pokernacht mit GGPoker.de (2. Platz)